# Kacper Kozłowski (labdarúgó)
Kacper Szymon Kozłowski (Koszalin, 2003. október 16.–) lengyel válogatott labdarúgó, a török Gaziantep játékosa.

## Pályafutása

### Klubcsapatokban
Az észak-lengyelországi Koszalinban született Kozłowski a helyi Bałtyk csapatában kezdte pályafutását, majd tizenkét éves korában csatlakozott a Pogoń Szczecin ifjúsági akadémiájához, ahol hamar felfigyeltek tehetségére. Tizenöt évesen már az U19-es korosztályos bajnokságban lépett pályára, és bár érdeklődtek utána külföldi csapatok is, a Pogońnál maradt, aláírva első profi szerződését a klubbal. A 2018-2019-es szezonban többször is részt vehetett a felnőtt csapat edzésein, 2019 májusában pedig először nevezték bajnoki mérkőzésre.
A lengyel élvonalban 2019. május 19-én, a Cracovia elleni idegenbeli találkozón debütált, csereként állt be Zvonimir Kožulj helyére a 90. percben. 15 évesen, 7 hónaposan és 3 naposan a legfiatalabb debütánsa lett az Ekstraklasának 21. században, és a Pogoń történetének legfiatalabb élvonalbeli játékosa. A következő szezont a tartalékcsapatban töltötte, az élvonalban háromszor lépett pályára. A 2020-2021-es szezonban stabil tagja lett csapatának, húsz bajnokin kapott játéklehetőséget, 2021. április 16-án, a Podbeskidzie Bielsko-Biała ellen pedig első bajnoki gólját is megszerezte.
2022. január 5-én szerződtette az angol Brighton csapata, de azonnal kölcsönbe került a belga Union SG csapatához. A 2022–23-as szezonban a holland Vitessénél szerepelt szintén kölcsönben.
2024. július 19-én a török Gaziantep csapatához szerződött.

### A válogatottban
Utánpótláslorú labdarúgóként szerepelt hazája összes korosztályos válogatottjában.
A felnőtt válogatottba a 2022-es világbajnokság selejtezői során, 2021. március 28-án, Andorra ellen mutatkozott be. Paulo Sousa szövetségi kapitány nevezte az Európa-bajnokságon résztvevő keretbe. 2021. június 19-én, a spanyolok ellen 1–1-re végződő csoportmérkőzésen az 55. percben csereként pályára lépve 17 évesen és 246 naposan a kontinenstornák történetének legfiatalabb játékosa lett.